# Les Arnavaux
Le quartier des Arnavaux est situé dans le 14e arrondissement de Marseille et fait partie des quartiers nord. Ce quartier administratif est principalement occupé par des zones d’activité qui s’étendent aussi sur plusieurs quartiers limitrophes.
Dans ce secteur du terroir nord de Marseille, la bastide La Floride était réputée au début du XVIIe siècle pour son salon littéraire où se rencontraient écrivains, juristes et savants.

## Toponymie
Le toponyme « Les Arnavaux » provient du provençal Arnavèu désignant une ronce épineuse la paliure, ou épine du Christ, dont le fruit a des propriétés médicinales. En 1989, il a inspiré celui de la zone d’activité « Arnavant Activités ».

## Géographie

### Limites du quartier
Le quartier administratif des Arnavaux, au sens du décret no 46-2285 du 18 octobre 1946, est limitrophe de plusieurs quartiers des 15e et 14e arrondissements : La Cabucelle, La Delorme, Saint-Joseph, Sainte-Marthe, Saint-Barthélémy, Bon Secours, Le Canet. Il fait partie du territoire historique du Canet plus vaste que celui du quartier issu du découpage de 1946.

### Voies de communication et transports

#### Autoroutes et dessertes principales
Le quartier est traversé par l’autoroute A 7 et relié aux ports via le boulevard du Capitaine-Gèze. Il dispose via l’échangeur des Arnavaux d’une bretelle d’accès en direction du nord, et d’une sortie en direction du sud. L’échangeur des Arnavaux est aussi connecté à l’extrémité nord de la rocade L2.

#### Lignes de chemin de fer
Le quartier est également traversé par la ligne de chemin de fer Lyon-Marseille ainsi que par le raccordement de la gare de fret du Canet à la ligne de L'Estaque à Marseille-Saint-Charles.
La station du Canet sur la ligne Lyon-Marseille, ouverte en 1848, a été fermée en 2008 et démolie. Aujourd’hui, le boulevard de la Station et le chemin de la Station-du-Canet en restent les témoins. Autour de cette gare de banlieue, Marius Chaumelin observe en 1854 la construction récente d'une quinzaine de maisons, il y voit l’amorce de ce qui devient ensuite Le Petit Canet (ou Nouveau Canet).

#### Réseau de busRTM
Ligne  Métro Gèze-Métro Malpassé,  Métro Gèze-La Savine,  Canebière Bourse-L’Estaque Riaux.

## Histoire

### Le territoire jusqu’au début duXXesiècle
Jusqu’au début du XXe siècle, ce secteur du terroir marseillais, comme ceux de La Delorme, des Aygalades ou du Le Canet, conserve un caractère à la fois rural et résidentiel. C’est « la ville campagne », « le terradou » tel que le décrit le géographe Marcel Roncayolo. Les premières usines, les huileries Rocca, Tassy & de Roux, ne s'y installent qu'en 1901 aux marges de La Cabucelle où l’industrialisation a débuté dès le milieu du XIXe siècle.
Des implantations disparues ont laissé des traces au travers de divers toponymes : lycée et stade La Floride, cité et école de la Visitation, zone d'activité Théodora.

#### La Floride, lieu de rencontre d’érudits au début duXVIIesiècle
En 1609, Guillaume Du Vair, alors premier président du Parlement de Provence, dont le siège est à Aix-en-Provence, achète La Bouquière une propriété agricole situé sur le chemin du Canet à Saint-Joseph (devenu boulevard Gay-Lussac). Au débouché du vallon des Aygalades, elle jouit d’une belle vue sur la rade de Marseille et de sources abondantes. Il la renomme La Floride, ou La Florie (La Fleurie). Dans cette résidence d'été, il réunit un cénacle d’érudits passionnés de littérature, de poésie et de sciences tels que l’homme de lettres et astronome Nicolas Claude Fabri de Peiresc, le poète François de Malherbe, l’homme de loi Charles Annibal Fabrot, ou encore Jean de La Cepède magistrat aixois et seigneur des Aygalades,.
Une inscription latine : FLORENTEM FLOREM. FLORIDA. FLORA. FLEAT (que la Flore Floride pleure la fleur qui ici fleurissait), encore visible dans les années 1950 sur la corniche d'une fenêtre de la bastide, semble évoquer les tournois de poésie qui s’y livraient.
Le domaine est morcelé en 1848 par la ligne de chemin de fer Lyon-Marseille, puis à partir de 1941 par la construction de l’autoroute A 7. Sur la partie ouest s’implante un centre d’apprentissage remplacé ensuite par le lycée d'enseignement professionnel La Floride, dont la construction occasionne la démolition de la bastide.

#### Le couvent de la Visitation de 1847 à 1928
Les religieuses de l’ordre des Petites Maries doivent quitter leur couvent du quartier Saint-Charles au moment de la construction de la gare Saint-Charles et s’installent en 1847 dans ce qui alors désigné comme le quartier du Canet. Dans ses Promenades artistiques autour de Marseille, Marius Chaumelin décrit ce couvent au faux air d’abbaye du XVIe siècle, vaste quadrilatère autour d'un cloître flanqué de quatre tourelles d’angle et d’un clocher pointu. En 1928, les religieuses doivent quitter les lieux à cause de la pollution générée par l’usine voisine, Alusuisse. Le couvent est rasé en 1964, sur son emplacement sont construits, enclavées dans le tissu industriel, des logements sociaux ainsi qu'une école maternelle et primaire publique. L'usine Alusuisse, créée en 1906, plus grande usine européenne de production d’alumine jusqu’en 1914, se maintient jusqu’en 1972.

#### Les huileries Rocca, Tassy & de Roux de 1901 aux années 1980
L’entreprise Rocca, Tassy & de Roux, fondée en 1890, se développe grâce à la production d’un beurre végétal inventé en 1896 et commercialisé sous la marque Végétaline. D'abord établie dans trois usines enclavées dans le tissu urbain marseillais et sujettes à des risques d’incendie, elle s’implante à partir de 1901 sur la propriété La Mazarade, au voisinage du couvent de la Visitation. La nouvelle usine comprend trois unités de production : La Théodora pour les huiles alimentaires, La Massila pour la Végétaline et l’Assomption pour les Savonneries de la Méditerranée. La bastide de La Mazarade, transformée en hôpital pendant la première guerre mondiale, accueille ensuite les œuvres sociales de l'entreprise. En 1932 Rocca, Tassy & de Roux est la plus grande entreprise d'huile végétale de France, elle compte 1800 ouvriers et ouvrières. Elle ferme à la fin des années 1980, période de disparition l’industrie marseillaise de produits oléagineux,.

### Les zones d'activité à partir de 1930

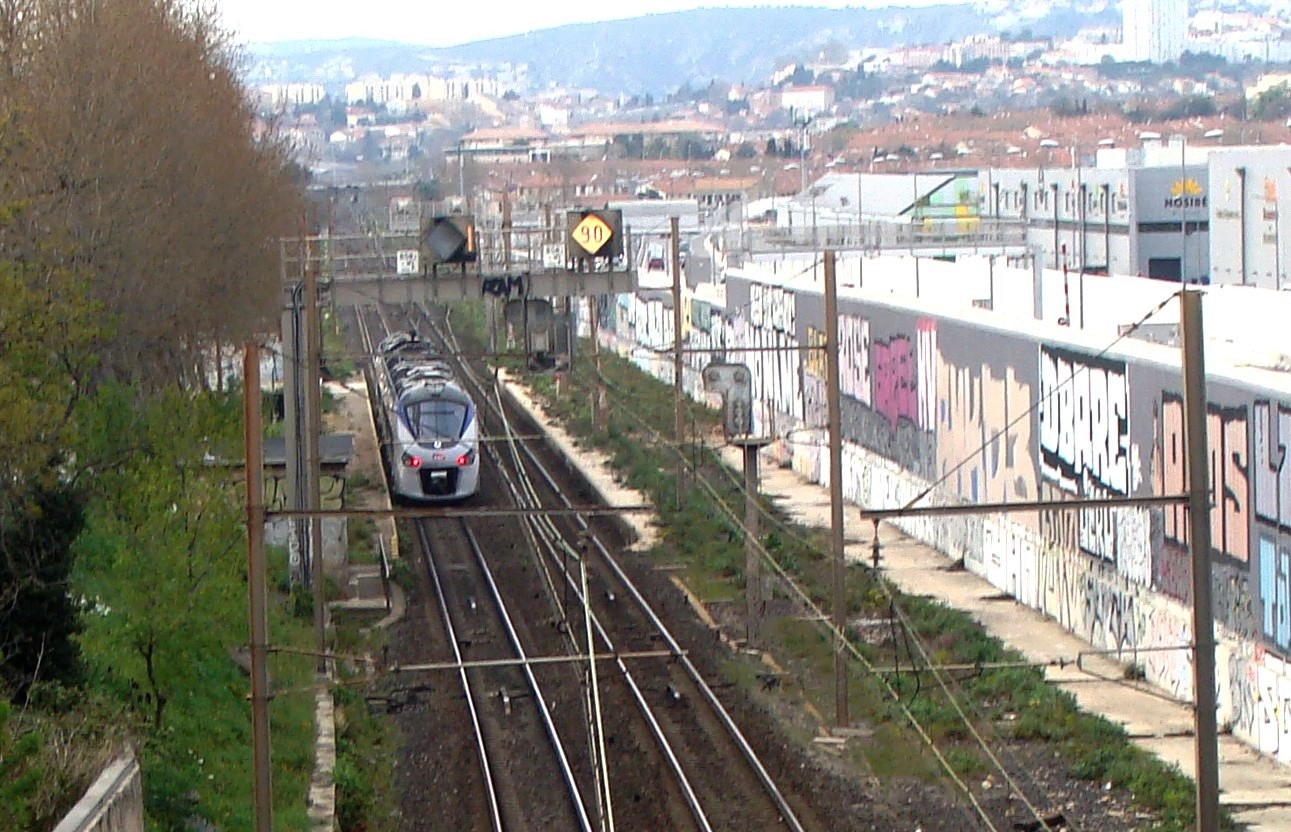
Ancienne gare du Canet.

En 1930-1934, la Compagnie PLM réalise pour le compte de la Ville dans le cadre du chantier de construction de la gare de fret du Canet la prolongation du boulevard Oddo, amorce du boulevard du Capitaine-Gèze. Il s'agit de faciliter l'accès à des zones industrielles mal desservies autour de la traverse rurale des Treize-Coins.
Sous le régime de Vichy, l'architecte-urbaniste Eugène Beaudouin conçoit un plan d'urbanisme approuvé en 1943 par l’État français (Marseille étant alors sous tutelle administrative). Il prévoyait de vastes zones industrielles dans ce secteur, et plus largement dans les quartiers nord. Le « Plan Beaudouin » est abandonné après la Libération mais les projets de desserrement des activités industrielles du centre-ville subsistent. Dans la période de la reconstruction de nouveaux outils juridiques et financiers facilitent l’action publique. En 1954 la Ville achète des terrains au nord du boulevard du Capitaine-Gèze et créé un lotissement industriel de 37 ha. C'est la première opération publique d'aménagement d'une zone d'activité à Marseille.
Il faut attendre plusieurs années pour que certains terrains se libèrent. En 1955 la Ville cède à la société automobile des établissements Berliet deux parcelles de la traverse des Treize-Coins occupées par un bidonville. Les habitants ne sont relogés qu'à partir de 1963 dans la Cité Bassens, cité de transit construite sur un terrain que de la société pétrolière Bordeaux Bassens a vendu à la Ville.
Le toponyme du quartier des Arnavaux a inspiré celui d’un ensemble de zones d’activité qui se développent par la suite largement dans les quartiers voisins. Les entreprises de ce qui se nomme alors la Zone Industrielle Nord se structurent en 1968  autour de l'Union des entreprises industrielles et commerciales (UDEIC). En 1989 leur association prend le nom d'Arnavant, contraction « d’en avant » et d’« Arnavaux », afin de valoriser l'image et le dynamisme de la zone, et le territoire concerné devient Arnavant Activités. L’association Arnavant a fusionné ensuite avec d'autres réseaux d’entreprises des quartiers nord de au sein de Cap Au Nord Entreprendre.

## Entreprises situées dans le quartier des Arnavaux
- Le MIN des Arnavaux. Le marché d'intérêt national remplace en 1972 le Marché Central de fruits et légumes établi depuis 1860 au centre-ville dans les quartiers du Cours Julien et de La Plaine. Le marché des Arnavaux regroupe 100 entreprises et 267 producteurs de fruits et légumes, fleurs et plantes, produits carnés[20].
- Cerexagri, usine de fabrication de pesticides et de produits phytosanitaires, vendue en 2006 par le groupe chimique français Arkema au Groupe Indien United Phosphorus Ltd[21]. Elle est implantée dans une ancienne raffinerie de soufre construite en 1908 par la société américaine Union Sulphur Company (en)[22]. Classée « Seveso seuil bas », l’usine est située à proximité d’habitations et d’une école. En juin 2020 au sortir du confinement, elle a fait l’objet d’un opération de blocage par des militants d'Extinction Rebellion et des gilets jaunes[23].
- L'usine Pernod, appartement au groupe Pernod-Ricard. C’est le dernier site de production alcool anisé à Marseille[14].
- L’usine de confiseries Haribo, ainsi que le siège français de la société. Après avoir envisagé de supprimer ce dernier, Haribo a pris en 2017 la décision de le maintenir à Marseille et de construire de nouveaux bureaux à L'Estaque[24].